# 龙凤镇 (旺苍县)
龙凤乡，是中华人民共和国四川省广元市旺苍县下辖的一个乡镇级行政单位。

## 行政区划
龙凤乡下辖以下地区：
龙凤村、天井村、古水村、小营村、中华村、人民村、白虎村、锦旗村、龙安村、南垭村和五营村。